# Бахрам I
Бахрам I је био цар Персијског царства (273—276) Сасанидске династије.

## Биографија
Био је син краља Шапура I који му је поверио управу области Гелан. Након смрти свога брата Хормизда 273. преузима царски престо. Помогао је реформу зороастризма коју је предводио свештеник Катир, док је припаднике других религија (хришћане, будисте, манихејце) прогонио.
Годину дана након његовог ступања на царски престо, Римљани су повели рат са Персијанцима. Разлог за то је био подршка Персијанаца краљици палмирској царици Зенобији. Неколико година раније, прогласивши она је прогласила себе владарем Палмире, а потом и њеног сина Вабалата, и ушла савез са Ираном. Римљани, су након стабилизације унутрашњих прилика током владавине цара Аурелијана, покушали да се измире са Зенобијом. Пошто им није пошло за руком, цар Аурелијан је лично повео трупе на Исток и након тешких битака, успео је да порази персијске снаге, које су пошле у одбарну опкољене Палмири и узму град. Зенобија је покушала да стигне до Ирана на камилама, али је римска коњица пресрела. Аурелијан је кренуо у Иран, помажући побуњеницима. Међутим, на самом почетку кампање, убијен је заједно са његовом пратњом (275.), а његове легије су се вратиле.
Према једној верзији, током владавине Бахрама био је убијен пророк Манихеј, оснивач манихејства. Бахрам је прекинуо политику толеранције коју су водили његови претходници, отац Шапур и брат Ормизд су стали је страну великог свештеника Карториног фанатичног зороастризма. Манихеј је схватио да је став власти промењен и одлучио је да напусти границе његовог царства. Кренуо је у земљу Кушана, али му је тамо забрањено да напусти границе Ирана, на захтев Бахрама. У јануара 276. године Манихеј је позван на суд. Оптужио га да је угрозио темеље државе својим учењем и затражио да пророк потврди своју веру неким чудом. Манихеј је то одбио. Тада га је Бахрам оптужио за лаж, и наредио да буде затворен и мучен. Убрзо је Манихеј умро од исцрпљености у затвору Гунде-Схапур. Црквени историчар Сократ Схоластик преноси нешто другачију легенду о његовој смрти. У тој верзији Манихеј није успео да излечи краљевског сина који је умро њему у рукама. Цар је наредио да му отргне кожу, напуни га сламом и ставио на градске капије.
Бахрам I је умро 276. године.